# Philoxenos Matthias Nayis
Philoxenos Matthias Nayis – duchowny Syryjskiego Kościoła Ortodoksyjnego, od 2007 biskup Niemiec. Sakrę otrzymał 7 stycznia 2007 roku.